# معيدية

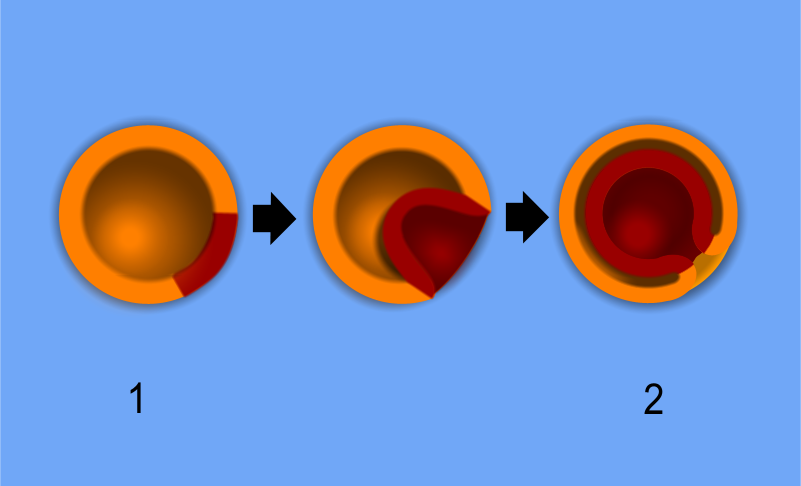
1 - blastula, 2 - gastrula; orange - ectoderm, red - endoderm.

المعيدية gastrula أحد أطوار التنامي الجنيني، يظهر في جميع الحيوانات عدا الاسفنجيات. وهو يلي مباشرة مرحلة الأرومة.

## التطور
الهدف من مرحلة المعيدية هي موضعة الطبقات المنتشة الجنينية الثلاث : الطبقة الداخلية والخراجية والوسطى التي تتطور لاحقا إلى أجهزة الجسم المستقلة.
- أدمة خارجية ectoderm تتطور لتعطي الدماغ والجلد والأظافر وغيرها من البنى المرتبطة بالبشرة epidermis

خلال مرحلة التشكل المعيدي تهاجر الخلايا عبر فتحة ضمن الجنين تعرف ب تجويف أريمي. في حال تشكل المعيدية بقايا الفتحة الأرومية تتقلص لتختفي تماما.